# Metaxourgio
Metaxourgio (griechisch Μεταξουργείο (n. sg.)) oder Metaxourgeio ist ein Stadtteil Athens. Das Viertel befindet sich nordwestlich des historischen Zentrums von Athen, zwischen Kolonos im Osten und Kerameikos im Westen, und nördlich von Gazi.

## Geschichte

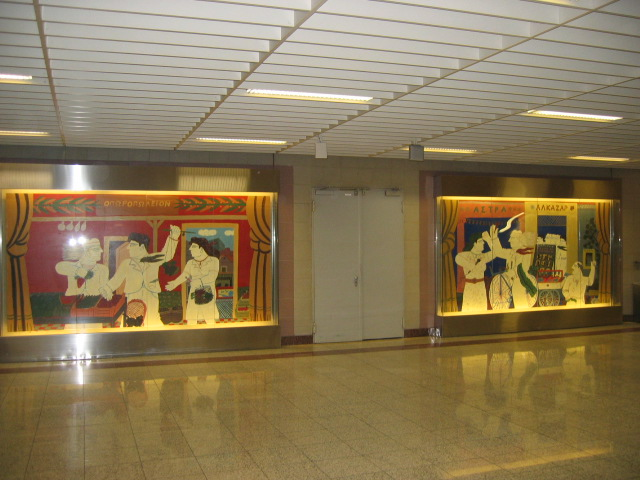
Kunst von Alekos Fassianos in der Metrostation

Metaxourgio entstand auf dem Dimosio Sima, dem antiken Friedhof für bedeutende Athener Bürger. Bis in das 19. Jahrhundert war das Gebiet ländlich geprägt. Dies änderte sich mit der Gründung der Seidenfabrik (griech. Metaxourgio). In der Nähe der Fabrik siedelten sich Handwerksbetriebe und Läden an, ebenso wurden Arbeiterwohnungen gebaut. In den 1970er und 1980er Jahren verwahrloste das Viertel. Gebäude wurden nicht saniert, das Viertel litt unter einer hohen Verkehrsbelastung, während gleichzeitig Fabriken und Handwerksbetriebe schlossen.
Um 2000 hatte sich die Bevölkerungszahl des Viertels stabilisiert, hauptsächlich aufgrund eines Zustroms sowohl von Immigranten als auch von Angehörigen der oberen Mittelschicht. Von Renovierungszuschüssen für Mietshäuser in der Jahrtausendwende profitierte auch das Viertel, allgemein setzte eine Gentrifizierung ein, die gegenwärtig noch nicht abgeschlossen ist. Nach einer langen Periode der Vernachlässigung im späten 20. Jahrhundert begann die Gegend auf Grund der Eröffnung von Kunstgalerien, Museen und modischer Restaurants und Cafés, den Ruf eines Künstler- und Modeviertels zu erlangen. Zudem haben Initiativen der Anwohner mit dem Ziel, das Viertel zu verschönern und zu beleben, den Sinn für Gemeinschaft und künstlerischen Ausdruck wieder erstarken lassen. Seit Januar 2000 ist der Stadtteil mit dem gleichnamigen Bahnhof an die Linie 2 der Metro Athen angebunden.

## Sehenswürdigkeiten

### Galerien

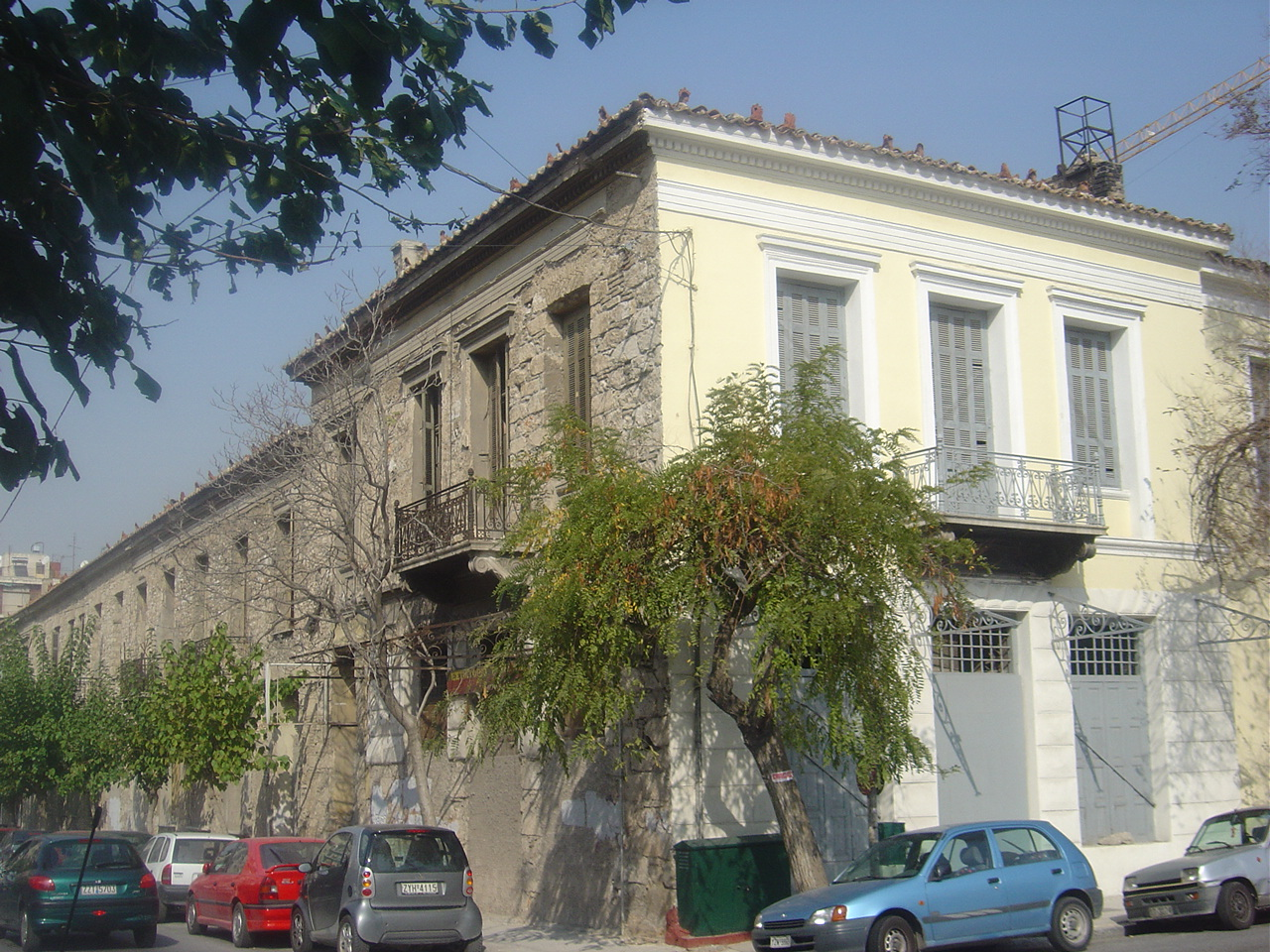
Das von Hans Christian Hansen entworfene Megaron Kantakouzinou. links die noch unsanierte Fassadenseite

- Kommunale Galerie Athen - Diese 1500 m² umfassende Galerie ist seit dem 27. Oktober 2010 in einem renovierten Gebäude von Hans Christian Hansen aus dem 19. Jahrhundert untergebracht.
- Rebecca Camhi-Galerie – 1995 eröffnet und in einem neoklassizistischen Gebäude in der Straße Leonidou untergebracht, zeichnet sich diese Galerie durch zeitgenössische Kunst in allen Medien aus.
- The Breeder – Befindet sich in der Evmorfopoulou 6, beinhaltet zeitgenössische Kunst.

### Theater
- Kunsthalle Athena – Ein offener Platz, der Theater und Musikaufführungen bietet; in der Kerameikou 28.
- Metaxourgio – Ein Vielzweck-Platz für Aufführungen aller Art in der Akadimou 16, bietet Theater, Musikbar und Restaurant.
- Theatro Attis – Zeitgemäßes Theater in der Leonidou 7.
- Synergio - Zeitgemäßes Theater in der Leonidou 15.
- Theatro Tis Anixis – Germanikou 20.

### Architektur und Straßenkunst
Bei einem Rundgang durch Metaxourgio zeigt sich Aufstieg, Fall und Wiederauferstehung des Stadtteils durch seine Architektur und Kunst. Die engen Straßen und gelegentlichen Kopfsteinpflaster-Gehwege tragen dazu bei, ein dörfliches Ambiente zu schaffen. Große und eintönige Häuser stehen neben verfallenden, verlassenen Gebäuden, die schnörkelhafte neoklassizistische Elemente aufweisen. Einige der letzteren sind vor dem Verfall bewahrt und als Bühnenräume und Restaurants restauriert worden. Straßenkunst ist allgegenwärtig und reicht von den Beiträgen professioneller Künstler während des ReMap2-Projekts bis zu den Arbeiten anonymer Künstler, die den Backsteinmauern, baureifen Gebäuden und öffentlichen Grünflächen interessante Details hinzugefügt haben.

## Persönlichkeiten
- Alekos Fassianos (Dezember 1935–Januar 2022) war ein angesehener und gefeierter griechischer Maler, dessen jüngstes Werk „Der Mythos meines Viertels“ in der Metrostation Metaxourgeio ausgestellt ist[1]. Seit seiner ersten Ausstellung in Athen 1953 hat er mehr als 70 ihm gewidmete Ausstellungen in Paris, Athen, Thessaloniki, Mailand, New York, London, Tokyo, Beirut, Hamburg, München und anderswo erlebt. Neben der Malerei beschäftigte er sich mit Schreiben, Posterentwürfen, der Illustration von Büchern und verschiedenen Publikationen in Griechenland und außerhalb.
- Anthony Samarakis wurde 1919 in Athen geboren. Er studierte Jura an der Universität Athen. Durch sein enormes soziales Engagement ist er nicht nur als Autor, sondern auch als ein aktiv am Geschehen beteiligter Bürger bekannt geworden.
- Vicky Moscholiou ist eine berühmte griechische Sängerin, 1943 in Metaxourgeio geboren. Man sagte ihr eine 'besondere' Stimme nach. Bekannt wurde sie 1964 mit Stavros Xarhakos’ Lied "Hathike to feggari" (Der Mond ist verloren), das für den Film Lola komponiert worden war. Nach zwei ihrer Hits sind Nachtclubs in Athen benannt, "Deilina" (Nachmittage) and "Ximeromata" (Morgengrauen). Als eine der Ersten in Griechenland sang sie sowohl in Nachtclubs als auch in Konzerten und sie hat ebenfalls an den Königshöfen von Griechenland, Persien und Jordanien gesungen.
- Giorgos Zampetas wurde 1925 in Metaxourgeio geboren und ist als einer der größten Bouzouki-Spieler, wie auch als Komponist und Sänger anerkannt. Er zeigte bereits in jungen Jahren musikalisches Interesse, als er heimlich im Friseursalon seines Vaters auf der Bouzouki spielte. Mit sieben Jahren gewann er einen Schulwettbewerb, indem er sein erstes selbst komponiertes Lied spielte.
- Tasos Livaditis (April 1922–Oktober 1988) war ein in Metaxourgeio geborener Dichter, dessen Gedichte durch die Vertonungen des Komponisten Mikis Theodorakis Berühmtheit erlangten.
- Sotiris Spatharis wurde 1892 auf der Insel Santorini geboren. Noch im Kindesalter zogen seine Eltern ins Viertel Metaxourgeio in Athen, wo er von Theodoros Theodorellos, eines Schülers von Mimaros, die Kunst des Schattentheaters erlernte. 1950 begann Spatharis, seine Memoiren zu schreiben, die erstmals 1960 erschienen und Historikern reichhaltiges Material zu Ursprüngen und Entwicklung des Schattentheaters boten. Er starb am 17. April 1974.[2]
- Aristomenis Provelengios (1914–1999) ist ein gefeierter griechischer Architekt, der ab 1962 für eine gewisse Zeit Präsident des Griechischen Instituts der Architekten war[3]. Eines seiner Werke, das man heute noch sehen kann, ist das Au Revoir in der Patission-Straße, eines der letzten der dortigen alten Cafés.[4]
- Zeta Makripoulia (geboren 1978) ist eine Schauspielerin, Fernsehmoderatorin und Radio-DJ. Nachdem sie bereits in einer beträchtlichen Anzahl von TV-Serien und Theaterstücken aufgetreten war, wurde sie durch den Erfolg der TV-Serie Para Pente einem breiten Publikum bekannt. Zwischen 2008 und 2010 spielte sie in drei Kinoproduktionen. Einer ihrer Fernsehauftritte, der weltweit ausgestrahlt wurde, war der Eurovision Song Contest 2006 in Athen.

## Verschiedenes
- Jeden Montag findet auf der Kerameikos-Straße ein Lebensmittel-Markt statt.
- Zwischen den Straßen Kolonou und Kolokynthous finden sich zahlreiche asiatische Lebensmittel- und Textilgeschäfte.
- 2010 wurde ein architektonischer Wettbewerb für Architekten unter 35 ausgeschrieben, um ein Studentenwohnheim rund um die Marathonos-Straße 34 zu schaffen.